# Нарасімга

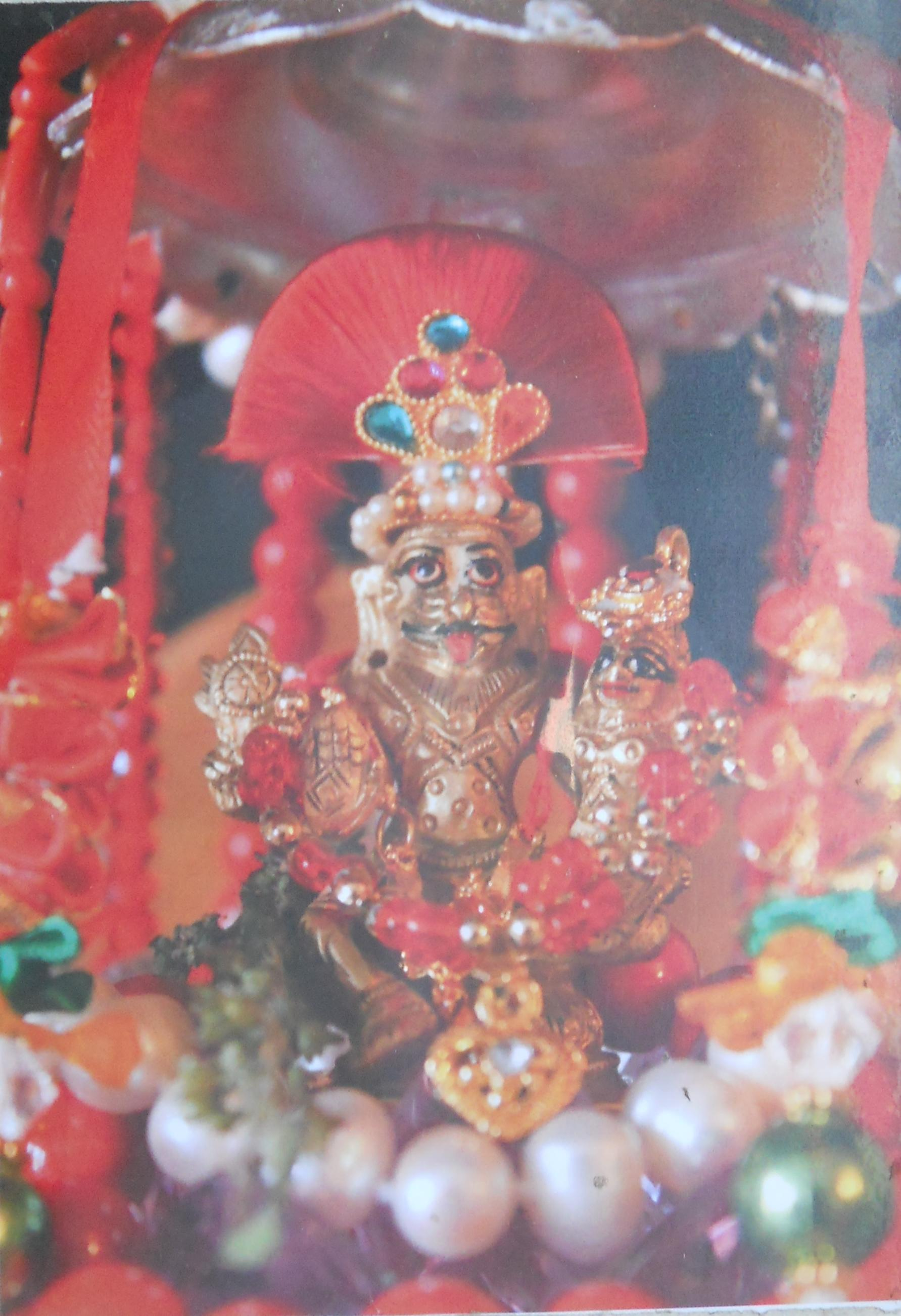
Narasimha

Нарасімга (санскр. नरसिंह, Narasiṃha IAST, дослівно Чоловік-лев) — четверта канонічна аватара Вішну, його інкарнація в образі напівлюдини-напівлева.

## Історія
Вішну приймав образ напівлюдини-напівлева для знищення демона Хіраньякашипу, що завдавав клопоту богам. Хіраньякша і Хіраньякашипу були двома синами Каш'япи і Діті. Пуранічні тексти розповідають, що вони були Джая і Віджая, двома привратниками Вішну, що викликали на себе його невдоволення і були прокляті народитися демонами і стати ворогами Вішну в декількох втіленнях. Хіраньякашипу одержав особливі переваги від Брахми, що зробили його настільки невразливим, що його неможливо було знищити ні людині, ні тварині, ні вдень, ні вночі, ні всередині будинку, ні зовні, і не було зброї, здатної заподіяти йому шкоди. Даючи Хіраньякашипу всі ці переваги, Брахма сам став безпомічним. Коли демон направив свою силу проти богів, Вішну прийняв форму Людини-Лева й у вечірній час, сидячи на порозі палацу демона, розірвав Хіраньякашипу своїми пазурами.

## Іконографія
Образи Нарасімги бувають трьох типів:
1. Ґіріджа-Нарасімга,
2. Шауна-Нарасімга
3. Янака-Нарасімга

### Ґіріджа-Нарасімга
Загальне положення
Нарасімха сидить на лотосовому п'єдесталі, ступні його стоять на поверхні п'єдесталу, ноги схрещені, спина трохи зігнута. Його ноги утримуються в цій позиції паском Йогапатта (щоб легше зберігати таке положення).
Руки
Кевала-Нарасімга (інше його ім'я) має дві або чотири руки. Коли він має чотири руки, то верхня права тримає колесо, верхня ліва — мушля. Інші дві руки витягнуті вперед і спочивають на колінах.

### Шауна-Нарасімга
Загальне положення
Нарасімга сидить на левиному п'єдесталі (сімгасана) звісивши праву ногу. Його шия покрита густою гривою. Він має гострі вигнуті ікла.
Руки
Чотири. У двох задніх руках він несе мушлю і колесо. Його передня права рука знаходиться в позиції захисту, у той час як передня ліва — у благодайній позиції.
або
Загальне Положення
Хіраньякашипу повинен бути розпростертий на лівому стегні Нарасімхи, що може знаходитися в позиції трібханга (тіло вигнуте в трьох місцях). Двома руками він розриває черево демона.
Руки
Він повинен мати дванадцять або шістнадцять рук. Двома руками він розкриває черево демона, двома виймає нутрощі демона. Одна права рука тримає ноги демона, одна — меч, у той час як ще одна тримається в позиції захисту. Одна ліва рука тримає корону демона і піднята для завдавання йому удару.
Якщо образ Нарасімхи має вісім рук, то дві розкривають черево демона, дві тягнуть назовні нутрощі демона, інші чотири несуть мушлю, булаву, колесо і лотос.
Демон Хіраньякашипу озброєний мечем і щитом.
Супровідні Боги
Шрідеві, Бгудеві, Нарада0 зі своєю лютнею і Прахлада, син демона, який шанує Вішну, зображуються по одну з двох сторін від Бога. Вісім сторін світу також супроводжують Нарасімгу.

### Янака-Нарасімга
Вахана
Орел або Змій Адішеша.
Руки
Чотири. Дві несуть мушлю і колесо. У писаннях нічого не говориться про дві інші руки.

## Чайтанья-Нрісімха
Господь Шрі Чайтанья Махапрабгу являється у сні до мусульманського правителя Казі у образі Нрісімхадева (аватара-лев) і говорить: «якщо ти хоч раз зупиниш оспівування святих імен Бога Вішну, то я тебе вб'ю». Після цього мусульманський правитель — Казі пообіцяв, що усі хто з'явиться у його роду більше ніколи не будуть суперечити оспівуванню святих імен Вішну-Крішни-Чайтаньї.